# Глазчатый опистоцентрус
Глазчатый опистоцентрус (лат. Opisthocentrus ocellatus) — вид морских лучепёрых рыб из семейства стихеевых (Stichaeidae).
Максимальная длина тела до 20 см. Встречается на глубине от 0 до 335 м, но в основном держится на глубине 70 м.
Обитает в северо-западной части Тихого океана: западной части Берингова моря, Охотского моря, у побережья Японии у острова Хонсю, в Японском море и у Корейского полуострова. Водится у берегов в зарослях водорослей и среди камней.
Для человека безвреден и коммерческой ценности не имеет.